# 北馆
北馆是中国北京的一组东正教建筑群，包括圣母安息主教座堂、教众致命堂和圣英诺肯提十字堂3座教堂，圣母帡幪女修道院以及南门钟楼。

## 歷史
北馆出现于1685年中俄雅克萨之战之后，59名俄国战俘“阿尔巴津人”被安排住在北京，编入镶黄旗，驻守北京东直门。在这些俄罗斯人中有一位东正教司祭马克西姆·列昂节夫，他在北京为阿尔巴津人主持东正教的宗教活动，于是康熙皇帝将东直门内胡家圈胡同的一座关帝庙改建为尼古拉教堂供阿尔巴津人使用，这就是北馆，北京人称为“罗刹庙”。从1713年开始，俄罗斯东正教会向北京派出东正教北京传道团。
在庚子事变中，1900年6月11日，北馆被义和团烧毁，英诺肯提乙·费古洛夫斯基修士大司祭率领俄罗斯东正教传教团成员在事前带着圣尼古拉圣像逃入东交民巷俄国使馆，有222名中国东正教徒被杀害，其中包括首位华籍东正教神父弥特若梵·杨吉神父。 
庚子事变后，传道团利用庚子赔款重建北馆。其中包括圣母安息主教座堂（又称“大堂”）、圣英诺肯提十字堂和教众致命堂。圣母安息堂又称“大堂”，为主教座堂。圣英诺肯提十字堂为总主教府的住宅式小教堂和高级僧侣住宅楼，外观为中国式，室内装饰精美。1903年，在庚子事变中遇害的222名中国东正教徒遗骸迁葬到北馆的东北角，1904年，安葬遇难中国东正教教徒遗骸的教众致命堂完成，地下室安葬他们的遗体，他们被杀的日期，6月11日（公历6月24日）成为他们的纪念日。教众致命堂是典型的俄式东正教堂，白色砖石结构，顶上有五个带十字架的蔚蓝色金星穹顶。1906年，增筑了二楼，即圣尼古拉教堂，成为一座双祭坛教堂。圣尼古拉教堂供奉1685年由阿尔巴津人带到北京的奇迹创造者圣尼古拉圣像，1900年在庚子事变中得以幸存。
1940年代，杜翰臣神父出任圣母安息主教座堂的首席大司祭。1945年，俄罗斯东正教在华传教团团长魏克托尔总主教承认莫斯科宗主教的管辖权。1949年以后，随着白俄离境、苏侨回国，北京东正教会人数下降。但是绝大部分阿尔巴津人选择留在了中国。1956年6月，魏克托尔总主教回到苏联。北京东正教会宣布解散，俄罗斯传教团在中国拥有的全部资产移交苏联驻华大使馆，苏联驻华大使馆进驻北馆。1957年，苏联大使拆毁教众致命堂和钟楼，钟楼原址上建了个欧洲风格的小亭子，教众致命堂原址变为广场，栽种小树。圣母安息堂被改为汽车修理房，而圣英诺肯提十字堂现在是北京俄罗斯使馆的庆典迎宾厅（红房子）。众教致命堂拆除后，中国殉道者的圣骨被移至安定门外地传教团墓地，此处有一1918年修建的金顶教堂圣母堂，文化大革命期间墓地被破坏，1980年，改建为青年湖公园。
北京圣母安息堂的约250名东正教徒在北京俄大使领馆里的红房子（前圣英诺肯提堂）进行礼拜和祈祷仪式，例如2007年4月4日至8日在红房子举行大圣周和复活节礼仪。但是，北京最后一位东正教司铎杜立夫神父（Alexander Du）已经于2003年去世。2005年1月24日，修建了。2007年4月，在1957年拆除的众教致命堂遗址上，修建了俯首十字架。
2009年，圣母安息主教座堂由原本被改为车库的原址翻修回教堂，并重建楼顶洋葱头尖塔。目前中国政府允许外籍人士定期举行东正教礼拜。